# Tán xạ không đàn hồi
Tán xạ không đàn hồi là một quá trình tán xạ cơ bản được nghiên cứu trong hóa học, vật lý hạt nhân và vật lý hạt, trong đó năng lượng động học của hạt tới không được bảo toàn, khác với trong tán xạ đàn hồi. Trong quá trình tán xạ không đàn hồi, một phần năng lượng của hạt tới sẽ bị mất đi hoặc tăng lên .
Mặc dù thuật ngữ này liên quan đến khái niệm va chạm không đàn hồi trong động lực học, nhưng hai khái niệm này khác biệt nhau. Va chạm không đàn hồi trong động lực học đề cập đến các quá trình mà tổng lượng động năng vĩ mô không được bảo tồn. Nói chung, tán xạ do các va chạm không đàn hồi sẽ là không đàn hồi, nhưng do các va chạm đàn hồi thường truyền năng lượng động học giữa các hạt cơ bản, tán xạ do va chạm đàn hồi cũng có thể là không đàn hồi, như trong tán xạ Compton.

## Điện tử
Xác suất của tán xạ không đàn hồi của điện tử phụ thuộc vào năng lượng của electron tới, thường nhỏ hơn so với tán xạ đàn hồi. Do đó trong trường hợp nhiễu xạ electron khí (gas electron diffraction), nhiễu xạ electron năng lượng cao phản xạ (RHEED, reflection high-energy electron diffraction) và nhiễu xạ electron truyền qua, do năng lượng của electron tới là cao, lượng tán xạ điện tử không đàn hồi có thể bị bỏ qua . Sự tán xạ không đàn hồi sâu (Deep inelastic scattering) của các điện tử từ proton cung cấp bằng chứng trực tiếp đầu tiên cho sự tồn tại của các quark .

## Photon
Quá trình tán xạ không đàn hồi các photon tới được gọi là tán xạ Raman . Trong quá trình này photon tới tương tác với vật chất (khí, lỏng và rắn) và tần số của photon được chuyển về hướng màu đỏ hoặc xanh. Sự chuyển đổi đỏ có thể quan sát thấy khi một phần năng lượng của photon được truyền sang vật chất tương tác, và làm tăng năng lượng của khối vật chất trong một quá trình gọi là "tán xạ Stokes Raman". Sự chuyển đổi xanh có thể được quan sát thấy khi năng lượng nội tại của vật chất được chuyển cho photon, và quá trình này được gọi là "tán xạ phản Stokes Raman".
Tán xạ không đàn hồi xảy ra trong tương tác giữa một electron và một photon. Quá trình một photon năng lượng cao va chạm với một electron tự do và chuyển năng lượng cho điện tử được gọi là tán xạ Compton. Khi một electron có năng lượng tương đối va chạm với một photon hồng ngoại hoặc nhìn thấy, electron sẽ chuyển năng lượng cho photon, và quá trình này được gọi là tán xạ Compton ngược .

## Neutron
Các neutron trải qua nhiều loại tán xạ, bao gồm cả tán xạ đàn hồi và không đàn hồi. Cả tán xạ đàn hồi hoặc không đàn hồi xảy ra tùy thuộc vào tốc độ của neutron, dù neutron nhanh hay nhiệt, hoặc trạng thái trung gian nào đó ở giữa. Nó cũng phụ thuộc vào hạt nhân mà nó va đập và tiết diện neutron hạt nhân (tạm dịch neutron cross section) .
Trong tán xạ không đàn hồi, neutron tương tác với hạt nhân và động năng của hệ thống được thay đổi. Điều này thường kích hoạt hạt nhân, đưa nó vào trạng thái năng lượng kích thích, không ổn định, ngắn ngủi khiến nó nhanh chóng phát ra một loại tia bức xạ nào đó để rồi trở lại trạng thái ổn định hoặc trạng thái cơ bản. Bức xạ có thể là alpha, beta, gamma, hoặc proton. Các hạt tán xạ kiểu này trong phản ứng hạt nhân có thể làm cho hạt nhân co lại theo chiều khác.

## Va chạm phân tử
Tán xạ không đàn hồi là phổ biến ở va chạm phân tử. Bất kỳ va chạm nào dẫn đến một phản ứng hóa học đều là không đàn hồi, tuy nhiên thuật ngữ "tán xạ không đàn hồi" được dành riêng cho những va chạm không dẫn đến phản ứng. Có sự chuyển giao năng lượng giữa chế độ chuyển đổi (năng lượng động học) và chế độ quay và dao động.
Nếu năng lượng chuyển giao nhỏ hơn năng lượng tới của hạt tán xạ, người ta gọi là tán xạ giả đàn hồi (quasielastic scattering) .